# Tsukasa Hirano
Tsukasa Hirano (平野　司), Hirano Tsukasa, (Osaka, 28 april 1983) is een Japans triatleet. 
Hij doet triatlons vanaf 1992 en is student aan de Universiteit van Kansai.

## Belangrijke prestaties

### triatlon
- 2001: 4e triatlon van Hokkaido
- 2001:  Aziatisch jeugdkampioenschap
- 2002: 6e triatlon van Hokkaido
- 2003: 7e WK Gamagori
- 2004: 72e WK Funchal
- 2005: 53e WK olympische afstand in Gamagōri - 1:58.47